# Austrostipa tenuifolia
Espèce
Austrostipa tenuifolia (synonyme : Stipa tenuifolia) est une espèce de plantes monocotylédones de la famille des Poaceae (graminées), originaire d'Australie. 
C'est une plante herbacée vivace poussant en touffe, commercialisée comme plante ornementale sous le nom de « cheveux d'anges ».